# Lamar Cardinals

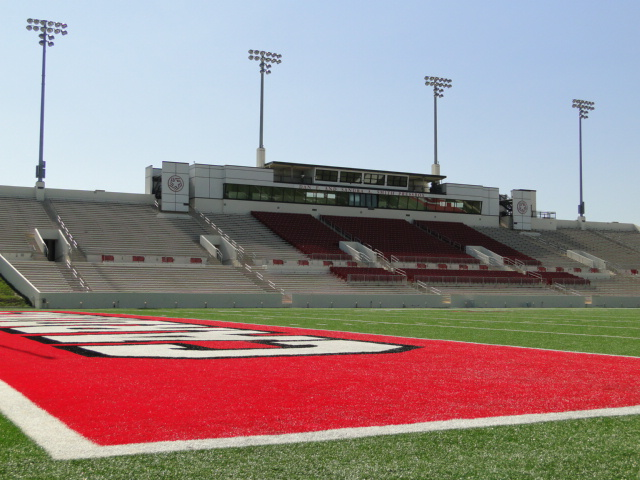
Provost Umphrey Stadium.

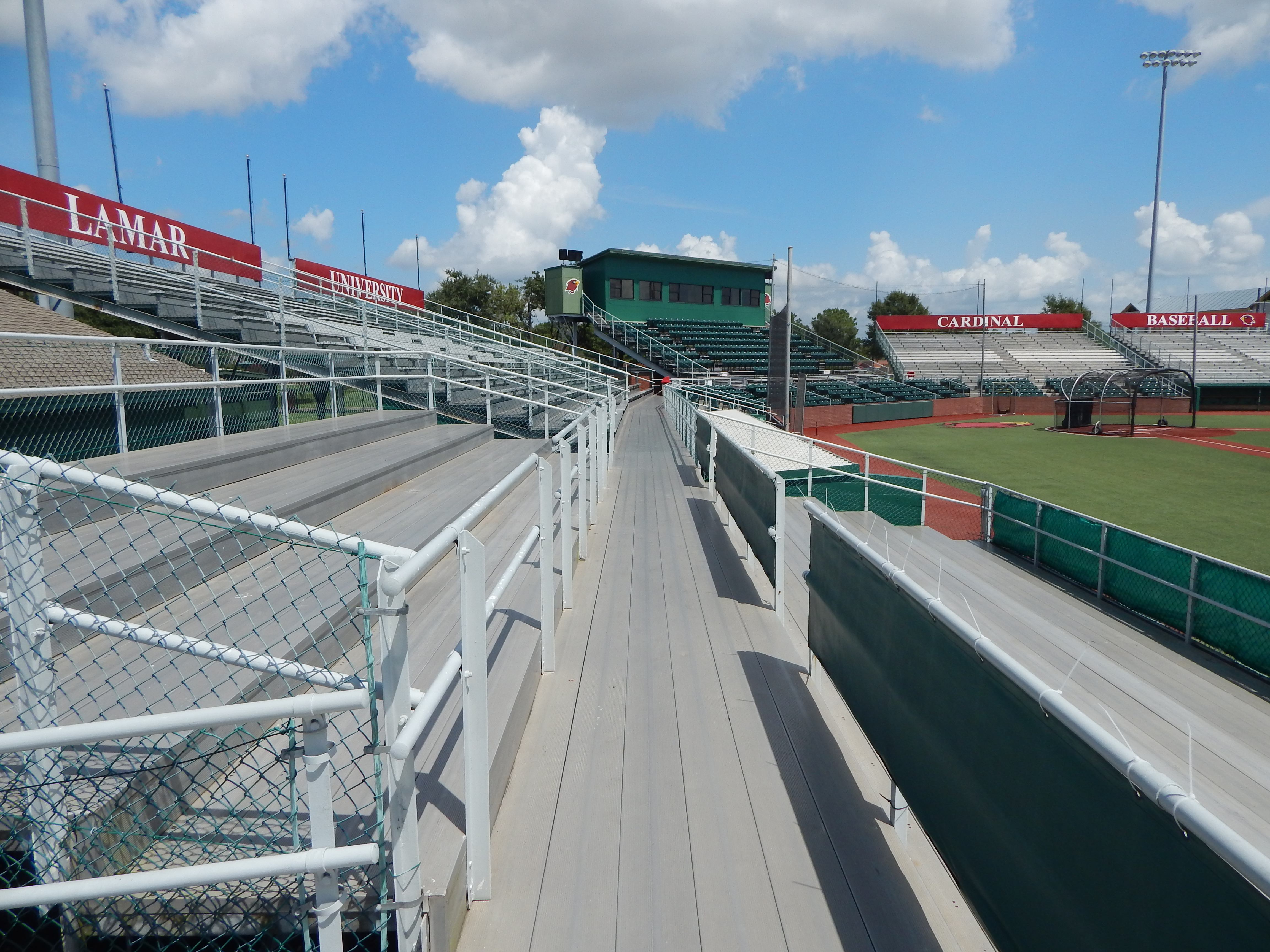
Vincent-Beck Stadium.

Lamar Cardinals (en español los Cardenales de la Universidad Lamar) es el nombre que reciben los equipos deportivos de la Universidad Lamar, situada en Beaumont, Texas. Los equipos de los Cardinals (masculino) y las Lady Cardinals (femenino) participan en las competiciones universitarias organizadas por la NCAA, y forman parte de la Southland Conference, de la cual son miembros de pleno derecho desde su creación en 1963. El 1 de julio de 2021, Lamar dejará la Southland Conference por segunda vez y se unirá a la Western Athletic Conference.

## Apodo y mascota
En 1932, John Gray, el entonces entrenador de fútbol americano y director deportivo de la universidad, cambió el apodo de Lamar de los Brahmas a los Cardinals y los colores de la escuela de marrón y gris a rojo y azul. Los colores cambiaron en 1960 a los actuales rojo y blanco. La mascota se denomina Big Red.

## Programa deportivo
Los Cardinals y las Lady Cardinals participan en las siguientes modalidades deportivas:
| - Masculino - Baloncesto - Béisbol - Fútbol - Tenis - Golf - Atletismo - Campo a través | - Femenino - Baloncesto - Voleibol - Golf - Fútbol - Atletismo - Tenis - Campo a través |

### Baloncesto
El equipo de baloncesto masculino ha conseguido ganar en cinco ocasiones el Torneo de la Southland Conference, lo que le ha dado derecho en otras tantas ocasiones de participar en el Torneo de la NCAA, cuyo mejor resultado obtiuvieron en 1980, cuando alcanzaron los octavos de final. Tres de sus jugadores han llegado a jugar en la NBA.

### Fútbol Americano
Comenzó su actividad en 1923, y salvo parones en sus primeros años, se ha venido desarrollando hasta la actualidad. Han participado en dos ocasiones en los bowls de postemporada, ganando en uno de ellos, el Tangerine Bowl de 1961. 24 de sus jugadores han conseguido jugar en la NFL.

## Instalaciones deportivas
- Montagne Center es la instalación donde disputan sus partidos los equipos de baloncesto. Construido en 1984, tiene capacidad para 10.080 espectadores.[6]

- Provost Umphrey Stadium es el estadio donde juega el equipo de fútbol americano. Tiene una capacidad para 16.000 espectadores, y fue construido en 1964.[7]